# Verwaltungsgemeinschaft Hohnstein/Südharz
La Verwaltungsgemeinschaft Hohnstein/Südharz est une communauté d'administration allemande qui regroupe 5 communes du land de Thuringe, dans l'arrondissement de Nordhausen, au centre de l'Allemagne. En 2015, sa population est de 7 954 habitants.

## Source de la traduction
- (de) Cet article est partiellement ou en totalité issu de l’article de Wikipédia en allemand intitulé « Verwaltungsgemeinschaft Hohnstein/Südharz » (voir la liste des auteurs).